# Grube Michael
Die Grube Michael in Reichenbach, einem Ortsteil von Lahr im Ortenaukreis in Baden-Württemberg, ist ein stillgelegtes Bergwerk.

## Geschichte
Mindestens seit 1468 wurde in Reichenbach Bergbau betrieben. Gesucht wurde dort nach Bleierz. Der Stollen ist heute verbrochen und die Halde ist völlig renaturiert. Obwohl die Gewinne nicht groß waren, wurde der Bergbau fortgeführt. 1816 wurde berichtet, dass es reiche Beute gegeben habe. Der Gewinn reichte aber lediglich aus, die lokale Knappschaft zu unterhalten. 1827 wurde berichtet, dass der Lohn höher sei als die Ausbeute und die Gruben, die 1823 noch im Abbau gestanden haben sollen, verschüttet seien. Um 1900 ließ der Fabrikant Ringwald aus Emmendingen den tiefen Stollen, den heutigen Michaelstollen, vortreiben. 1911 fand der Harmersbacher Mineralienhändler C. Goldbach Uranminerale auf der Halde. Der Stollen wurde gewältigt. 1937/38 wurde der Stollen erneut gewältigt, um Erze für den Krieg zu gewinnen. Ein letztes Mal wurde der Stollen 1956/57 vom Geologischen Landesamt Baden-Württemberg aufgewältigt und auf Uran untersucht. Der durchschnittliche Urangehalt von unter 0,5 % ist aber nicht bauwürdig.

## Funde
Neben Blei- und Uranerz wurde unter anderem Tsumcorit, Arseniosiderit, Austinit, Kasolit und Jordanit gefunden.